# Gooloogongia
Gooloogongia is een geslacht van uitgestorven kwastvinnige vissen uit het Laat-Devoon van Australië.

## Fossiele vondsten
Gooloogongia is alleen bekend uit de Mandagery-formatie bij Canowindra in de Australische deelstaat New South Wales. Er zijn slechts drie fossielen van deze vis gevonden in de afzettingen. Tijdens het Laat-Frasnien was de regio van Canowindra een draslandgebied.  De soort Gooloogongia loomesi werd in 1998 beschreven. De geslachtsnaam van deze kwastvinnige verwijst naar het plaatsje Gooloogong, terwijl de soortaanduiding is afgeleid van Bruce Loomes, de voorman van de opgravingen in de Mandagery-formatie in de jaren negentig van de twintigste eeuw.

## Kenmerken
Gooloogongia was negentig centimeter lang. Het was een carnivoor. Wat betreft lichaamsbouw was Gooloogongia vergelijkbaar met de niet-verwante hedendaagse saratoga uit de wateren van noordelijk Australië.  Gooloogongia had twee rijen tanden in de kaken met een buitenste rij van kleine tanden en een binnenste rij van grote, scherpe, naaldvormige tanden.